# Dracula Opera Rock (album)
Dracula Opera Rock è un album del 2005 del gruppo di rock progressivo italiano Premiata Forneria Marconi.
Narra la storia di Dracula, vista attraverso gli occhi di un uomo condannato a vivere per l'eternità, senza la speranza di rivedere la donna che ama.
Il disco contiene alcune tracce estratte dal musical omonimo scritto dalla stessa PFM in collaborazione con Vincenzo Incenzo, il quale si è occupato dei testi. Per la registrazione dell'album, i brani sono cantati dai componenti della band, a cui si aggiunge Dolcenera nel brano "Un destino di rondine". Esiste anche una versione "Original cast recording" del disco, che contiene la registrazione integrale dell'opera con i brani interpretati dagli attori.
La rappresentazione teatrale, prodotta da David Zard, debuttò al GranTeatro di Roma il 4 marzo 2006. Tuttavia, dopo una prima serie di date che lo videro rappresentato anche all'Arena di Verona e al Fila Forum di Assago, lo spettacolo non fu più replicato. 

## Tracce
1. Ouverture - 5:08 (Franco Mussida - Flavio Premoli - Franz di Cioccio - Patrick Djivas)
2. Il confine dell'amore - 1:13 (F.Mussida - F.Di Cioccio - P.Djivas / V.Incenzo)
3. Non è un incubo è realtà - 5:38 (F.Premoli - F.Di Cioccio - P.Djivas / V.Incenzo)
4. Il mio nome è Dracula  - 7:16 (F.Premoli - F.Di Cioccio - P.Djivas / V.Incenzo)
5. Il castello dei perché  - 4:03 (F.Premoli - F.Di Cioccio - P.Djivas / V.Incenzo)
6. Non guardarmi - 4:11 (F.Mussida - F.Di Cioccio - P.Djivas / V.Incenzo)
7. Ho mangiato gli uccelli - 3:57 (F.Premoli - F.Di Cioccio - P.Djivas / V.Incenzo)
8. Terra madre - 6:16 (F.Mussida - F.Di Cioccio - P.Djivas / V.Incenzo)
9. Male d'amore - 3:59 (F.Mussida - F.Di Cioccio - P.Djivas / V.Incenzo)
10. La morte non muore - 2:53 (F.Premoli - F.Di Cioccio - P.Djivas / V.Incenzo)
11. Un destino di rondine - 11:07  (F.Premoli - F.Di Cioccio - P.Djivas / V.Incenzo) (include la ghost track Due labbra della stessa ferita che non appare nei credits del CD)

## Formazione
- Flavio Premoli – tastiere, voce
- Franco Mussida – chitarre, voce
- Patrick Djivas – basso
- Franz Di Cioccio – voce, batteria e percussioni

Altri musicisti:
- Dolcenera – voce femminile in Un destino di rondine
- Marco Formentini – chitarra
- Mauro Abbatiello – basso
- Stefano Xotta – chitarra elettrica